# Czartowice
Czartowice (dodatkowa nazwa w j. niem. Schartowitz) – wieś w Polsce, położona w województwie opolskim, w powiecie prudnickim, w gminie Biała. Historycznie leży na Górnym Śląsku, na ziemi prudnickiej. Położona jest na terenie Równiny Niemodlińskiej, będącej częścią Niziny Śląskiej.
W latach 1975–1998 miejscowość należała administracyjnie do ówczesnego województwa opolskiego.
Według danych na 2011 wieś była zamieszkana przez 122 osoby.

## Geografia

### Położenie
Wieś jest położona w południowo-zachodniej Polsce, w województwie opolskim, około 10 km od granicy z Czechami, w zachodniej części Równiny Niemodlińskiej, tuż przy granicy gminy Biała z gminą Głogówek. Należy do Euroregionu Pradziad. Na północ od miejscowości znajduje się zbiorowisko leśne zwane Czartowickim Lasem.

### Środowisko naturalne
W Czartowicach panuje klimat umiarkowany ciepły. Średnia temperatura roczna wynosi +8,4 °C. Duże zróżnicowanie dotyczy termicznych pór roku. Średnie roczne opady atmosferyczne w rejonie Czartowic wynoszą 617 mm. Dominują wiatry zachodnie.

## Nazwa
Według niemieckiego językoznawcy Heinricha Adamy’ego nazwa wywodzi się od staropolskiej nazwy diabła „Czarta”. W swoim dziele o nazwach miejscowych na Śląsku wydanym w 1888 roku we Wrocławiu jako nazwę najstarszą wymienia ją w obecnie używanej polskiej formie „Czartowice” podając jej znaczenie „Teufelsdorf”, czyli w języku polskim „Wieś diabła”. Nazwa została później fonetycznie zgermanizowana na Czartowitz, a później na Schartowitz i utraciła swoje pierwotne znaczenie.
Topograficzny opis Górnego Śląska z 1865 roku notuje wieś pod obecnie stosowaną, polską nazwą Czartowice, a także wymienia dwie zgermanizowane nazwy Ober-Czartowitz i Nieder-Czartowitz we fragmencie: „Ober-Czartowitz oder Cziartowitz, polnisch Czartowice d. h. Teufelsdorf”.
Ze względu na polskie pochodzenie nazwy w okresie hitlerowskiego reżimu w latach 1936–1945 nazistowska administracja III Rzeszy zmieniła ją na nową, całkowicie niemiecką Fichtenwalde.
W opracowanej w 1971 przez Powiatowy Inspektorat Statystyczny w Prudniku Statystycznej charakterystyce miejscowości w gromadach powiatu prudnickiego, miejscowość została wymieniona pod nazwą Czartowice.
W historycznych dokumentach nazwę miejscowości wzmiankowano w różnych językach oraz formach: Czartowiz (1784), Cziartowitz, Czartowitz, Czartowice (1845), Czartowice, niem. Czartowitz, Cziartowitz (1880), Czartowice (Schartowitz) – Fichtenwalde, os. (1939), Fischtenwalde – Czartowice, -ic, czartowicki (1948), Czartowice – Fichtenwalde (Schartowitz) (1951), Czartowice, -wic (1980).

## Historia

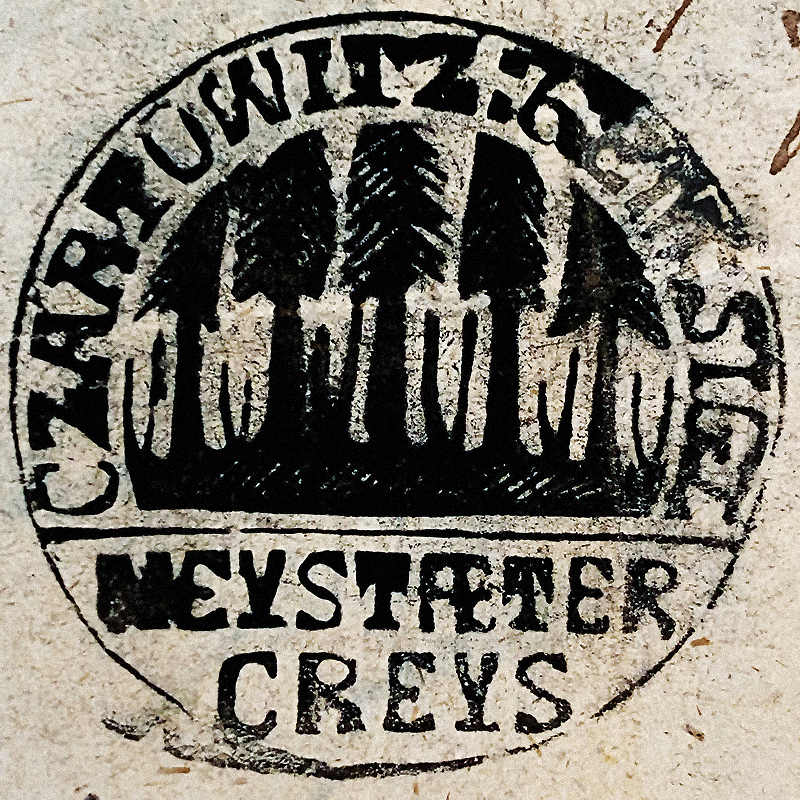
Pieczęć Czartowic (1855)

Wieś powstała na początku XV wieku. W 1445 podczas transakcji mającej miejsce w Strzelcach Opolskich została sprzedana nowemu właścicielowi. Świadkiem podczas niej był Piotr Bodzanowski, szlachcic ze starego górnośląskiego rodu. Była to wieś zagrodnicza.

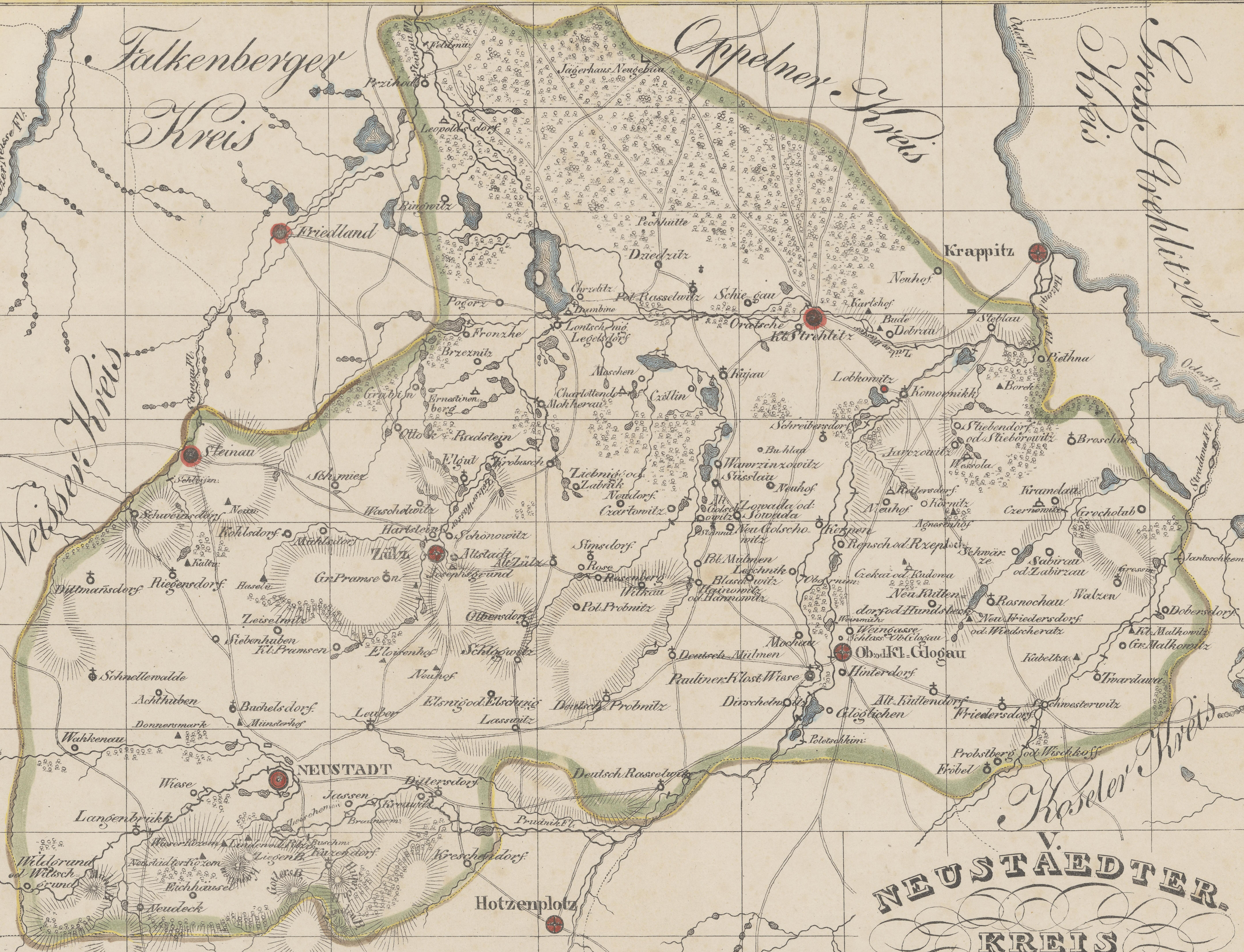
Czartowice (Czartowitz) wśród miejscowości ziemi prudnickiej na mapie z XIX wieku

Na przełomie XVII i XVIII wieku Czartowice wraz z Moszną, Ogierniczem i Wierzchem otrzymał Paweł Reinhard Bayern, szlachcic rodu wywodzącego się z Brandenburgii, członek rady księstwa opawsko-karniowskiego i sędzia ziemski karniowski. Zmarł w 1715. Do 1742 wieś należała do powiatu sądowego głogóweckiego w Monarchii Habsburgów. Po I wojnie śląskiej znalazła się w granicach Królestwa Prus i weszła w skład powiatu prudnickiego w prowincji Śląsk. Wieś posiadała swoją własną pieczęć, która przedstawiała w polu las – pięć wysokich świerków, a w otoku napis: CZARTOWITZ: GEM: SIGL / NEYSTAETER CREYS (pol. Gmina Czartowice / Powiat Prudnicki).

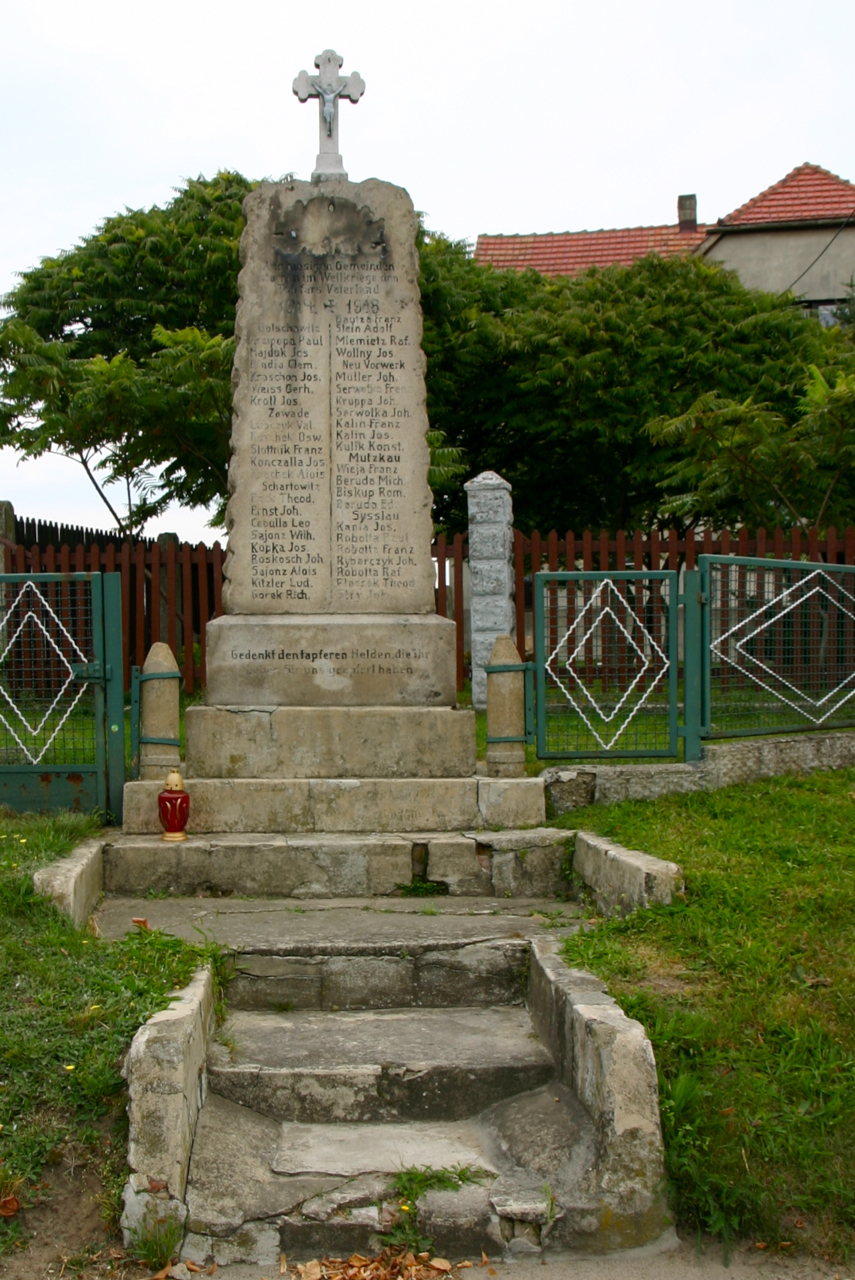
Pomnik poległych w I wojnie światowej w Golczowicach

W 1880 na Czartowice składały się dwie osobne części osady – Czartowice Górne (Ober Czartowitz) oraz Czartowice Dolne (Nieder Czartowitz) należące do parafii Trójcy Świętej w Kujawach. Czartowice weszły w skład majątku Tiele-Wincklerów w Mosznej na mocy fideikomisu, podpisanego przez Huberta von Tiele-Wincklera w 1892. Według spisu ludności z 1 grudnia 1910, na 250 mieszkańców Czartowic 14 posługiwało się językiem niemieckim, a 236 językiem polskim. W wyborach parlamentarnych w Republice Weimarskiej w 1919 najwięcej głosów w Czartowicach zdobyli chrześcijańscy demokraci.
W 1921 w zasięgu plebiscytu na Górnym Śląsku znalazła się tylko część powiatu prudnickiego. Czartowice znalazły się po stronie wschodniej, w obszarze objętym plebiscytem. 1 lutego 1921 w Czartowicach odbył się polski wiec. Podczas wiecu doszło do konfliktu pomiędzy Polakami a zwolennikiem opcji niemieckiej. Do głosowania uprawnionych było w Czartowicach 180 osób, z czego 128, ok. 71,1%, stanowili mieszkańcy (wszyscy urodzeni w miejscowości). Oddano 177 głosów (ok. 98,3% uprawnionych), w tym 175 (ok. 98,9%) ważnych; za Niemcami głosowało 150 osób (ok. 85,7%), a za Polską 25 osób (ok. 14,3%). W latach 20. XX wieku w Golczowicach powstał pomnik upamiętniający mieszkańców Golczowic, Zawady, Czartowic, Buta, Muckowa i Sysłowa, którzy zginęli podczas I wojny światowej.
Po II wojnie światowej, od marca do maja 1945 powiat prudnicki znajdował się pod kontrolą radzieckiej komendantury wojskowej. 11 maja 1945 polska administracja przejęła władzę cywilną w powiecie prudnickim. Mieszkańcom Czartowic, posługującym się dialektem śląskim bądź znającym język polski, pozwolono pozostać we wsi po otrzymaniu polskiego obywatelstwa.
W latach 1945–1950 Czartowice należały do województwa śląskiego, a od 1950 do województwa opolskiego. W latach 1945–1954 wieś należała do gminy Gostomia, a w latach 1954–1972 do gromady Gostomia. Podlegała urzędowi pocztowemu w Białej.
W 2003 Czartowice przystąpiły do Programu Odnowy Wsi Opolskiej.

## Mieszkańcy
Miejscowość zamieszkiwana jest przez mniejszość niemiecką oraz Ślązaków. Mieszkańcy wsi posługują się gwarą prudnicką, będącą odmianą dialektu śląskiego. Należą do podgrupy gwarowej nazywanej Klocołrzy.

### Liczba mieszkańców wsi
- 1871 – 168[31]
- 1885 – 166[32]
- 1905 – 206[33]
- 1910 – 250[19]
- 1933 – 233[34]
- 1939 – 239[34]
- 1966 – 209[35]
- 1998 – 135[36]
- 2002 – 127[36]
- 2009 – 122[36]
- 2011 – 122[36]
- 2013 – 119[37]

## Transport

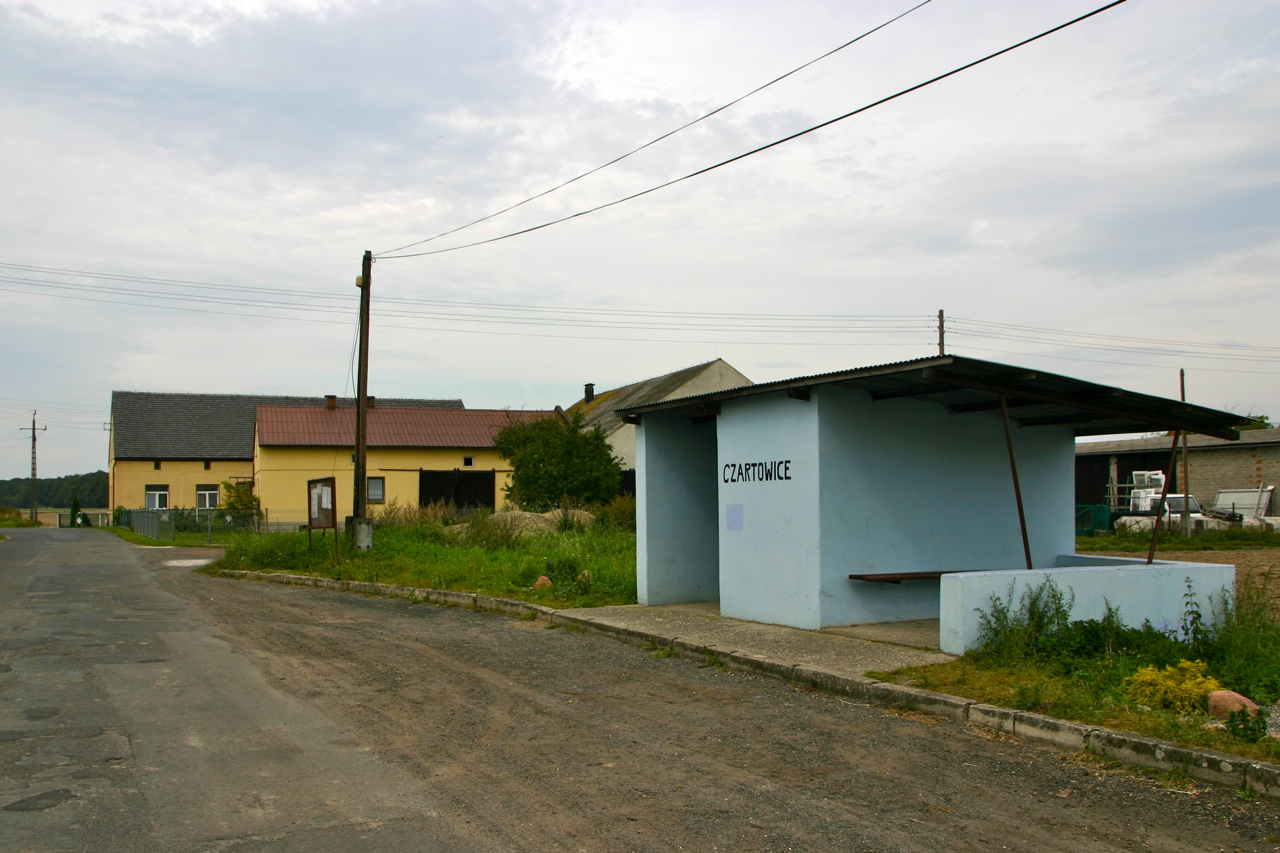
Centrum wsi z przystankiem autobusowym

W zarządzie Wydziału Drogownictwa Starostwa Powiatowego w Prudniku znajduje się droga powiatowa nr 1281O relacji Żabnik – Nowa Wieś Prudnicka – Czartowice – Golczowice – Zawada.
Czartowice posiadają połączenia autobusowe z Głogówkiem, Prudnikiem. We wsi znajduje się jeden przystanek autobusowy.

## Religia
Katolicy z Czartowic należą do parafii św. Anny w Golczowicach (dekanat Głogówek).

## Turystyka
Oddział PTTK „Sudetów Wschodnich” w Prudniku ustanowił turystyczną Odznakę Krajoznawczą Ziemi Prudnickiej, którą zdobywa się poprzez zwiedzenie odpowiedniej liczby obiektów w miejscowościach położonych na ziemi prudnickiej, w tym w Czartowicach. Przez Czartowice przebiega trasa Kolarskiego Rajdu Dookoła Ziemi Bialskiej, za przejechanie którego PTTK Prudnik przyznaje odznakę.

## Bezpieczeństwo
Miejscowość jest pod opieką dzielnicowego rejonu służbowego nr 15 Komendy Powiatowej Policji w Prudniku (Posterunek Policji w Białej).
Teren wsi, jak i całej gminy Biała, położony jest w strefie nadgranicznej w związku z czym Straż Graniczna dysponuje, na tym obszarze, specjalnymi kompetencjami w zakresie bezpieczeństwa. Gminę Biała obejmuje zasięgiem służbowym placówka Straży Granicznej w Opolu ze Śląskiego Oddziału SG.